# Poterie du Mesnil de Bavent
La poterie du Mesnil de Bavent est une poterie normande située entre Caen et Cabourg, à Bavent (Calvados). La spécialité de cette entreprise, créée en 1842 en tant que La Tuilerie Normande, est l'épi de faîtage,, décoration de toiture courante en Normandie.
Elle travaille entre autres à la rénovation des monuments historiques, et notamment des châteaux et manoirs normands, ou villas de Deauville, Houlgate ou autre. La fabrication est également tournée vers d'autres décors de toit, les animaux en faïence, la vaisselle et la décoration de jardin. 
La poterie du Mesnil de Bavent est labellisée Entreprise du patrimoine vivant depuis 2007, et son savoir-faire est inscrit à l'inventaire du patrimoine culturel immatériel en France depuis 2008.

## Historique

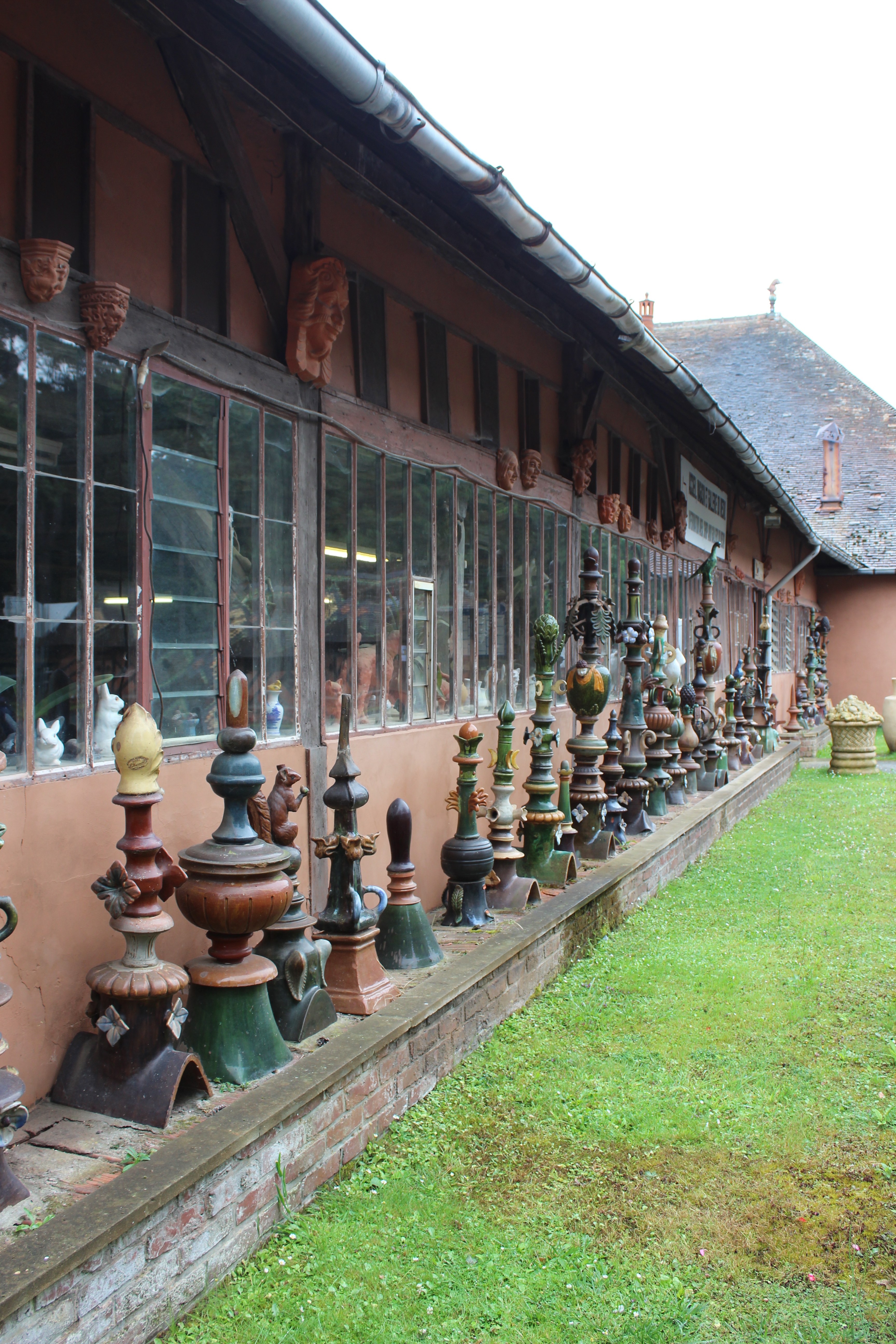
Production d'épis de faîtage.

La présence d'un épi de faîtage sur les toits français a connu un développement particulier sur la Côte Fleurie, où la grande majorité des villas en possède au moins un[réf. nécessaire]. Il sert à protéger les angles de toits et orner cette partie visible de tous et de loin.

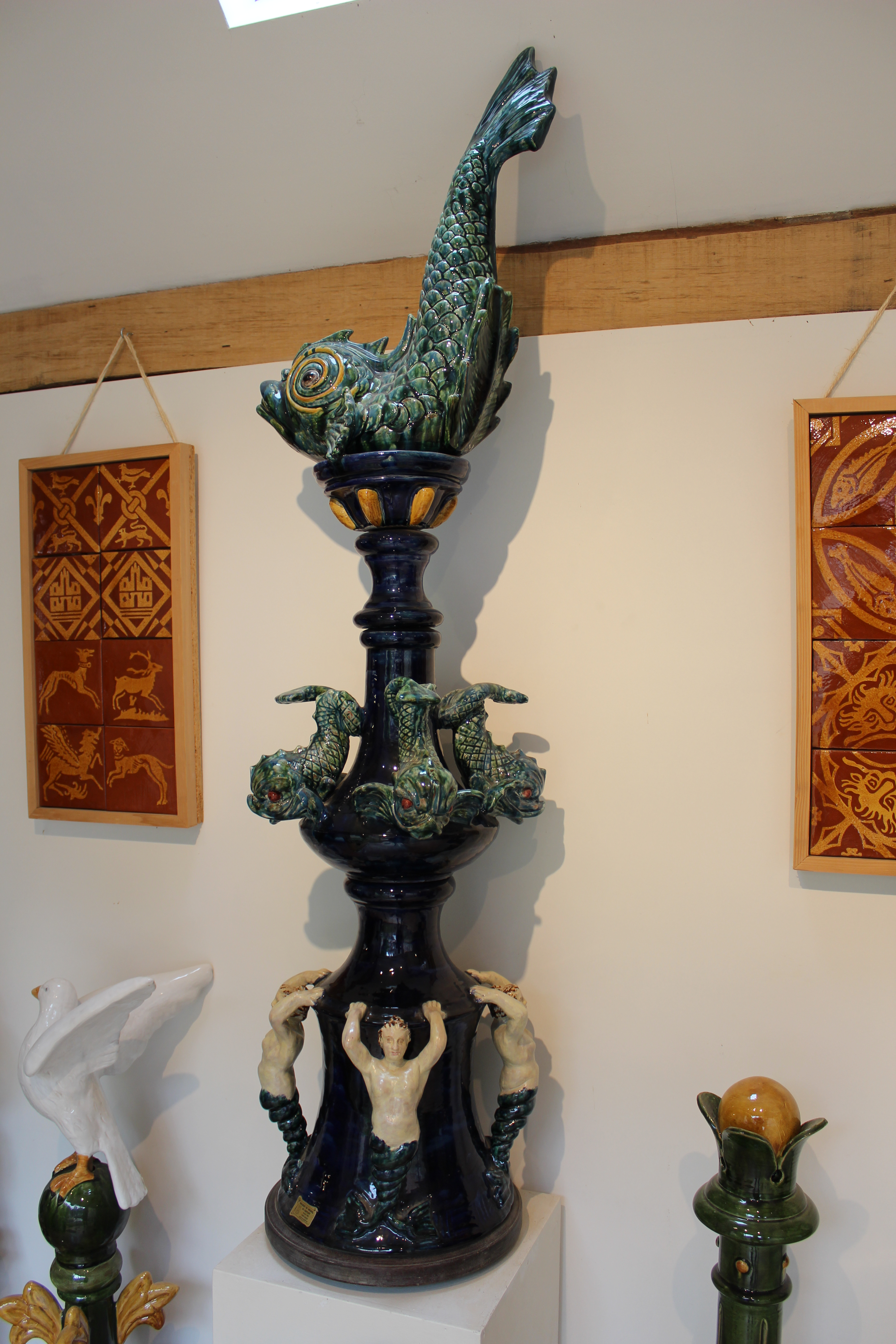
Un modèle en exposition.

L'épi de faîtage apparaît au XIe siècle. Il sert alors souvent d'enseigne publicitaire. Jusqu'au XVe siècle, l'épi, alors en plomb, est un signe distinctif pour la noblesse qui l'utilise au même titre que les armoiries. À la Renaissance, l'épi de faîtage évolue, notamment dans le pays d'Auge. Les épis en plomb deviennent épis de terre cuite vernissée puis émaillée. Ce nouveau mode de fabrication permet de créer de nouvelles formes, plus élancées. Cette évolution accompagne en fait le développement des productions de céramiques de toutes sortes dans les manufactures du Pré-d'Auge. 
La poterie du Mesnil de Bavent est issue de l'ancienne fabrique La Tuilerie Normande qui avait abandonné la production d'épis de faîtage après la Seconde Guerre mondiale pour se concentrer sur les tuiles et briques en terre cuite. En 1987, La Tuilerie Normande est vendue et la poterie actuelle est créée. Il est alors décidé de relancer la production d'épis de faîtage, afin de sauvegarder et valoriser ce patrimoine local.
La poterie est depuis la seule à produire des épis de faîtage en faïence. Si pendant très longtemps[précision nécessaire], il y eut beaucoup de poteries en Basse-Normandie (jusqu'à 32), il n'en reste aujourd'hui qu'une dizaine à perpétuer la tradition des épis de faîtage, souvent en grès. Les savoir-faire se perdent peu à peu, faute de formation adaptée et d'apprentissage.

## Fabrication

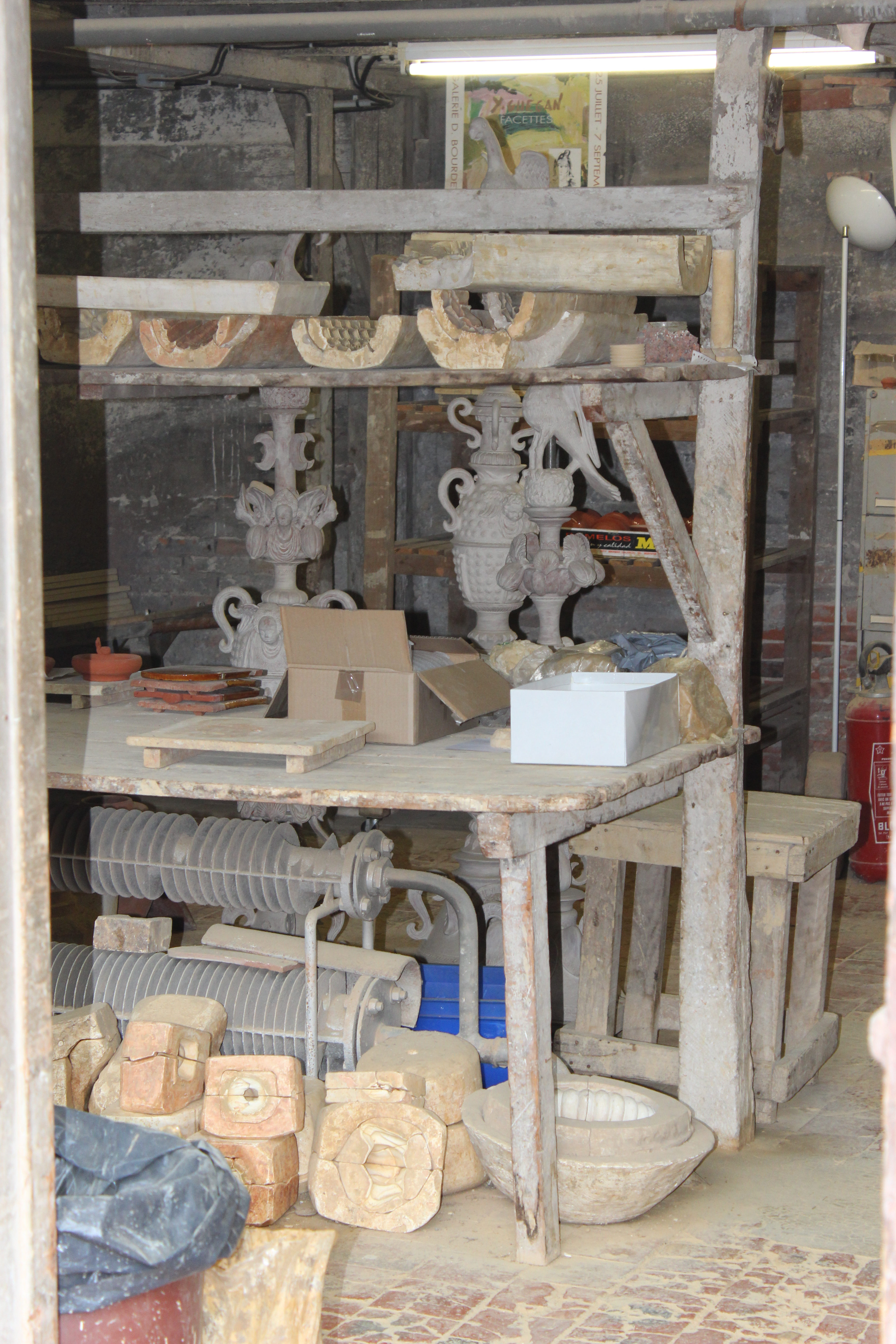
Fabrication de l'épi de faîtage.

La poterie du Mesnil de Bavent produit des épis de faîtage en faïence émaillée, mais pas seulement. La fabrication comporte plusieurs étapes :
- Moulage : une sculpture représentant le futur objet est d’abord fabriquée pour réaliser le moule en plâtre. Ce moule pourra comporter au minimum deux pièces, mais parfois beaucoup plus, pour faire ressortir les moindres détails.
- Estampage : la terre est placée dans les moules, qui sont ensuite rassemblés.
- Séchage : le tout est mis à sécher, de plusieurs heures à plusieurs jours selon la taille de l’objet.
- Démoulage.
- Finition : il s’agit toutes les traces éventuellement restantes du moule sur la pièce.
- Engobage : l’objet est recouvert d’une terre blanche. Cela va permettre de l’émailler.
- Cuisson : la cuisson étant un processus complexe, elle ne se fait qu’une fois par mois. En attendant, les objets sont entreposés sur des étagères. Il faut tout d’abord plus d’une journée pour remplir le four. Ensuite, la cuisson dure 34 heures à des températures précises. Pendant 24 heures, la température augmente de 20 degrés toutes les heures, puis lors des 10 dernières heures, elle monte de 70 degrés par heure. La cuisson se fait donc au maximum à 1 180 degrés. Au bout des 34 heures, le four est laissé à refroidir, il est ouvert et vidé.
- Émaillage : une fois refroidies, les pièces sont prêtes à être émaillées. C’est une étape compliquée car la couleur de l'émail ne se révèle qu'à la seconde cuisson, il faut donc anticiper. L'émaillage est fait au pinceau, à la louche ou au pistolet.
- Seconde cuisson : les pièces émaillées ne peuvent pas trop attendre et sont donc cuites une fois par semaine à 980 degrés. L'émail permet de protéger la pièce et de la décorer.